# Aumsville
Aumsville è una città degli Stati Uniti d'America, nella Marion nello Stato dell'Oregon. Conta 3.300 abitanti.